# 维尔德斯豪森
维尔德斯豪森（德語：Wildeshausen，發音：[vɪldəsˈhaʊzn̩] ⓘ）是德国下萨克森州奥尔登堡县的城市，也是奥尔登堡县的县治，面积89.7平方千米，2023年12月31日人口为21,424人。

## 友好城市
维尔德斯豪森与以下城市结为友好城市：
- 英国 赫特福德[2]
- 法國 埃夫龙